# Anàlisi de sensibilitat
L'anàlisi de sensibilitat financera és un terme, utilitzat a les empreses per prendre decisions d'inversió, que consisteix a calcular els nous fluxos de caixa i el VAN (en un projecte, en un negoci, etc.), en canviar una variable (la inversió inicial, la durada, els ingressos, la taxa de creixement dels ingressos, els costos, etc.). D'aquesta manera, en comptar amb els nous fluxos de caixa i el nou Valor Actual Net (VAN), podrem calcular i millorar les nostres estimacions relacionades amb el projecte. Això serà especialment valuós en cas que aquestes variables canviïn o si hi hagués errors en la nostra apreciació de les dades inicials.
Els estimats dels resultats han de ser establerts a través de l'anàlisi de cada projecte. En altres paraules, si es tracta d'una societat d'inversió, podem examinar l'historial d'aquest instrument financer en particular. En el cas d'un projecte de negoci, és necessari conèixer les projeccions financeres i les bases en les quals es van determinar aquestes projeccions.
Un cop hagueu entès el sistema d'anàlisi de sensibilitat d'un projecte, el següent pas és analitzar i prendre decisions en funció de les vostres expectatives de risc. Recomaneu consultar amb un professional abans d'invertir els vostres diners, ja que junts podreu considerar aquests mètodes i altres per prendre la decisió que millor s'ajusti a les vostres necessitats.